# FA Cup 2014/15
Der FA Cup 2014/15 ist die 134. Austragung des weltweit ältesten Fußballpokalturniers The Football Association Challenge Cup, oder FA Cup. Diese Pokalsaison begann mit 736 Vereinen.
Der Pokalwettbewerb begann am 16. August 2014 mit der Extra-Vorrunde und endet mit dem Finale im Wembley Stadium in London am 30. Mai 2015.

## Kalender
| Runde                              | Datum              | Spiele | Vereine   | Neueinstiege | Prämien                                  | Spieler der Runde |
| ---------------------------------- | ------------------ | ------ | --------- | ------------ | ---------------------------------------- | ----------------- |
| Extra-Vorrunde                     | 16. August 2014    | 184    | 736 → 552 | 368          | 1.500 £                                  | keiner            |
| Vorrunde                           | 30. August 2014    | 160    | 552 → 392 | 136          | 1.925 £                                  | keiner            |
| Erste Qualifikationsrunde          | 13. September 2014 | 116    | 392 → 276 | 72           | 3.000 £                                  |                   |
| Zweite Qualifikationsrunde         | 27. September 2014 | 80     | 276 → 196 | 44           | 4.500 £                                  |                   |
| Dritte Qualifikationsrunde         | 11. Oktober 2014   | 40     | 196 → 156 | keine        | 7.500 £                                  |                   |
| Vierte Qualifikationsrunde         | 25. Oktober 2014   | 32     | 156 → 124 | 24           | 12.500 £                                 |                   |
| Erste Hauptrunde                   | 8. November 2014   | 40     | 124 → 84  | 48           | 18.000 £                                 |                   |
| Zweite Hauptrunde                  | 6. Dezember 2014   | 20     | 84 → 64   | keine        | 27.000 £                                 |                   |
| Dritte Hauptrunde                  | 3. Januar 2015     | 32     | 64 → 32   | 44           | 67.500 £                                 |                   |
| Vierte Hauptrunde                  | 24. Januar 2015    | 16     | 32 → 16   | keine        | 90.000 £                                 |                   |
| Fünfte Hauptrunde                  | 14. Februar 2015   | 8      | 16 → 8    | keine        | 180.000 £                                |                   |
| Sechste Hauptrunde (Viertelfinale) | 7. März 2015       | 4      | 8 → 4     | keine        | 360.000 £                                |                   |
| Halbfinale                         | 18.–19. April 2015 | 2      | 4 → 2     | keine        | Sieger: 900.000 £ Verlierer: 450.000 £   |                   |
| Finale                             | 30. Mai 2015       | 1      | 2 → 1     | keine        | Sieger: 1.800.000 £ Verlierer: 900.000 £ |                   |

## Modus
Kompletter Überblick bei: FA Cup
Der FA Cup wird in Runden ausgespielt. Teilnehmen kann jede Mannschaft, die ein bestimmtes Leistungsniveau hat und ein angemessenes Spielfeld besitzt. Die Paarungen jeder Runde werden in einer offenen Auslosung ohne Setzliste ausgelost. Die zuerst gezogene Mannschaft hat Heimrecht. Endet das Spiel unentschieden, findet ein Rückspiel auf dem Platz der anderen Mannschaft statt. Endet das Rückspiel ebenfalls unentschieden geht das Spiel in Verlängerung bzw. Elfmeterschießen. Dieser Modus geht bis zur sechsten Hauptrunde. Ab dem Halbfinale gibt es nur ein Spiel ggf. mit Verlängerung und Elfmeterschießen.
Einige Mannschaften sind von bestimmten Runden freigestellt:
- In der zweiten Qualifikationsrunde kommen die Mannschaften der Conference North/South (6. Spielklasse des englischen Ligabetriebes) hinzu.
- In der vierten Qualifikationsrunde kommen die Mannschaften der Conference National (5. Spielklasse des englischen Ligabetriebes) hinzu.
- In der ersten Hauptrunde kommen die Mannschaften der League 1 und 2 der Football League (3. und 4. Spielklasse des englischen Ligabetriebes) hinzu.
- In der dritten Hauptrunde am ersten Januarwochenende kommen die Mannschaften des Football League Championship (2. Spielklasse des englischen Ligabetriebes) und der Premier League (1. Spielklasse des englischen Ligabetriebes) hinzu

Die Halbfinalspiele finden auf neutralem Platz, das Finale im Wembley-Stadion statt.
Jeder Sieger erhält eine Prämie aus den Fernsehgeldern, die nach Runde gestaffelt ist.

## Hauptrunde

### Erste Hauptrunde
In der ersten Hauptrunde traten die jeweils 24 Mannschaften der Football League One bzw. Two in den Wettbewerb ein.
Die Auslosung der ersten Hauptrunde fand am 27. Oktober 2014 statt. Die Spiele wurden am 7./8./9./10./18. November 2014 ausgetragen. Die Wiederholungsspiele wurden am 18./19./20./25. November 2014 ausgetragen.
|                        | Ergebnis |                      |
| ---------------------- | -------- | -------------------- |
| Warrington Town        | 1:0      | Exeter City          |
| FC Barnet              | 1:3      | Wycombe Wanderers    |
| FC Barnsley            | 5:0      | Burton Albion        |
| Basingstoke Town       | 1:1      | AFC Telford United   |
| FC Bromley             | 3:4      | FC Dartford          |
| FC Bury                | 3:1      | Hemel Hempstead Town |
| Cambridge United       | 1:0      | Fleetwood Town       |
| Cheltenham Town        | 5:0      | Swindon Town         |
| Crewe Alexandra        | 0:0      | Sheffield United     |
| Dagenham & Redbridge   | 0:0      | FC Southport         |
| Dover Athletic         | 1:0      | FC Morecambe         |
| FC Eastleigh           | 2:1      | Lincoln City F.C.    |
| FC Gillingham          | 1:2      | Bristol City         |
| Grimsby Town           | 1:3      | Oxford United        |
| Hartlepool United      | 2:0      | East Thurrock United |
| Luton Town             | 4:2      | AFC Newport County   |
| Northampton Town       | 0:0      | AFC Rochdale         |
| Oldham Athletic        | 1:0      | Leyton Orient        |
| Peterborough United    | 2:1      | Carlisle United      |
| Plymouth Argyle        | 2:0      | AFC Fylde            |
| Port Vale              | 3:4      | Milton Keynes Dons   |
| Southend United        | 1:2      | FC Chester           |
| Tranmere Rovers        | 1:0      | Bristol Rovers       |
| FC Walsall             | 2:2      | Shrewsbury Town      |
| Yeovil Town            | 1:0      | Crawley Town         |
| York City              | 1:1      | AFC Wimbledon        |
| Blyth Spartans         | 4:1      | FC Altrincham        |
| Braintree Town         | 0:6      | FC Chesterfield      |
| Coventry City          | 1:2      | Worcester City       |
| Forest Green Rovers    | 0:2      | Scunthorpe United    |
| Gosport Borough        | 3:6      | Colchester United    |
| FC Halifax Town        | 1:2      | Bradford City        |
| Norton United          | 0:4      | FC Gateshead         |
| Notts County           | 0:0      | Accrington Stanley   |
| FC Portsmouth          | 2:2      | Aldershot Town       |
| FC Stevenage           | 0:0      | Maidstone United     |
| FC Wrexham             | 3:0      | FC Woking            |
| Havant & Waterlooville | 0:3      | Preston North End    |
| Mansfield Town         | 1:1      | Concord Rangers      |
| AFC Weston-super-Mare  | 1:4      | Doncaster Rovers     |

Wiederholungsspiele
|                    | Ergebnis |                      |
| ------------------ | -------- | -------------------- |
| Accrington Stanley | 2:1      | Notts County         |
| AFC Rochdale       | 2:1      | Northampton Town     |
| Sheffield United   | 2:0      | Crewe Alexandra      |
| Shrewsbury Town    | 1:0      | FC Walsall           |
| FC Southport       | 2:0      | Dagenham & Redbridge |
| AFC Telford United | 2:1      | Basingstoke Town     |
| AFC Wimbledon      | 3:1      | York City            |
| Aldershot Town     | 1:0      | FC Portsmouth        |
| Maidstone United   | 2:1      | FC Stevenage         |
| Concord Rangers    | 0:1      | Mansfield Town       |

### Zweite Hauptrunde
Die Auslosung der zweiten Hauptrunde fand am 10. November 2014 statt. Die Spiele wurden zwischen dem 5. und 7. Dezember 2014 absolviert. Die Wiederholungsspiele wurden am 16./17. Dezember 2014 und am 2. Januar 2015 ausgetragen.
|                    | Ergebnis |                     |
| ------------------ | -------- | ------------------- |
| Hartlepool United  | 1:2      | Blyth Spartans      |
| Accrington Stanley | 1:1      | Yeovil Town         |
| FC Bury            | 1:1      | Luton Town          |
| Cambridge United   | 2:2      | Mansfield Town      |
| Milton Keynes Dons | 10:1 1   | FC Chesterfield     |
| Oldham Athletic    | 0:1      | Doncaster Rovers    |
| Oxford United      | 2:2      | Tranmere Rovers     |
| Preston North End  | 1:0      | Shrewsbury Town     |
| Sheffield United   | 3:0      | Plymouth Argyle     |
| FC Wrexham         | 3:1      | Maidstone United    |
| FC Gateshead       | 2:0      | Warrington Town     |
| Aldershot Town     | 0:0      | AFC Rochdale        |
| FC Barnsley        | 0:0      | FC Chester          |
| Bradford City      | 4:1      | FC Dartford         |
| Bristol City       | 1:0      | AFC Telford United  |
| Cheltenham Town    | 0:1      | Dover Athletic      |
| Colchester United  | 1:0      | Peterborough United |
| FC Southport       | 2:1      | FC Eastleigh        |
| Scunthorpe United  | 1:1      | Worcester City      |
| Wycombe Wanderers  | 0:1      | AFC Wimbledon       |

### Wiederholungsspiele
|                    | Ergebnis                |                    |
| ------------------ | ----------------------- | ------------------ |
| FC Chester         | 0:3                     | FC Barnsley        |
| Luton Town         | 1:0                     | FC Bury            |
| Mansfield Town     | 0:1                     | Cambridge United   |
| AFC Rochdale       | 4:1                     | Aldershot Town     |
| Tranmere Rovers    | 2:1                     | Oxford United      |
| Yeovil Town        | 2:0                     | Accrington Stanley |
| Worcester City     | 1:1 n. V. (13:14 i. E.) | Scunthorpe United  |
| Milton Keynes Dons | 0:1                     | FC Chesterfield    |

### Dritte Hauptrunde
In dieser Runde traten die Mannschaften der FA Premier League (20 Teams) und die Mannschaften des Football League Championship (24 Teams) in den Wettbewerb ein.
Die Auslosung der dritten Hauptrunde fand am 9. Dezember 2014 statt. Die Spiele wurden zwischen dem 2. und 6. Januar 2015 absolviert. Die Wiederholungsspiele wurden am 13. und 14. Januar 2015 ausgetragen.
|                      | Ergebnis |                         |
| -------------------- | -------- | ----------------------- |
| Cardiff City         | 3:1      | Colchester United       |
| FC Barnsley          | 0:2      | FC Middlesbrough        |
| Blyth Spartans       | 2:3      | Birmingham City         |
| Bolton Wanderers     | 1:0      | Wigan Athletic          |
| FC Brentford         | 0:2      | Brighton & Hove Albion  |
| Cambridge United     | 2:1      | Luton Town              |
| Charlton Athletic    | 1:2      | Blackburn Rovers        |
| Derby County         | 1:0      | FC Southport            |
| Doncaster Rovers     | 1:1      | Bristol City            |
| FC Fulham            | 0:0      | Wolverhampton Wanderers |
| Huddersfield Town    | 0:1      | FC Reading              |
| Leicester City       | 1:0      | Newcastle United        |
| FC Millwall          | 3:3      | Bradford City           |
| Preston North End    | 2:0      | Norwich City            |
| AFC Rochdale         | 1:0      | Nottingham Forest       |
| Rotherham United     | 1:5      | AFC Bournemouth         |
| Tranmere Rovers      | 2:6      | Swansea City            |
| West Bromwich Albion | 7:0      | FC Gateshead            |
| FC Arsenal           | 2:0      | Hull City               |
| Aston Villa          | 1:0      | FC Blackpool            |
| FC Chelsea           | 3:0      | FC Watford              |
| Dover Athletic       | 0:4      | Crystal Palace          |
| Manchester City      | 2:1      | Sheffield Wednesday     |
| Queens Park Rangers  | 0:3      | Sheffield United        |
| FC Southampton       | 1:1      | Ipswich Town            |
| Stoke City           | 3:1      | FC Wrexham              |
| AFC Sunderland       | 1:0      | Leeds United            |
| Yeovil Town          | 0:2      | Manchester United       |
| FC Burnley           | 1:1      | Tottenham Hotspur       |
| AFC Wimbledon        | 1:2      | FC Liverpool            |
| FC Everton           | 1:1      | West Ham United         |
| Scunthorpe United    | 2:2      | FC Chesterfield         |

Wiederholungsspiele
|                         | Ergebnis              |                   |
| ----------------------- | --------------------- | ----------------- |
| Bristol City            | 2:0                   | Doncaster Rovers  |
| FC Chesterfield         | 2:0 n. V.             | Scunthorpe United |
| West Ham United         | 2:2 n. V. (9:8 i. E.) | FC Everton        |
| Wolverhampton Wanderers | 3:3 n. V. (3:5 i. E.) | FC Fulham         |
| Bradford City           | 4:0                   | FC Millwall       |
| Ipswich Town            | 0:1                   | FC Southampton    |
| Tottenham Hotspur       | 4:2                   | FC Burnley        |

### Vierte Hauptrunde
Die Auslosung der vierten Hauptrunde fand am 5. Januar 2015 statt. Die Spiele wurden zwischen dem 23. und 26. Januar 2015 absolviert. Die Wiederholungsspiele wurden am 3. und 4. Februar 2015 ausgetragen.
|                        | Ergebnis |                      |
| ---------------------- | -------- | -------------------- |
| Cambridge United       | 0:0      | Manchester United    |
| Blackburn Rovers       | 3:1      | Swansea City         |
| Birmingham City        | 1:2      | West Bromwich Albion |
| Cardiff City           | 1:2      | FC Reading           |
| FC Chelsea             | 2:4      | Bradford City        |
| Derby County           | 2:0      | FC Chesterfield      |
| FC Liverpool           | 0:0      | Bolton Wanderers     |
| Manchester City        | 0:2      | FC Middlesbrough     |
| Preston North End      | 1:1      | Sheffield United     |
| FC Southampton         | 2:3      | Crystal Palace       |
| AFC Sunderland         | 0:0      | FC Fulham            |
| Tottenham Hotspur      | 1:2      | Leicester City       |
| Aston Villa            | 2:1      | AFC Bournemouth      |
| Brighton & Hove Albion | 2:3      | FC Arsenal           |
| Bristol City           | 0:1      | West Ham United      |
| AFC Rochdale           | 1:4      | Stoke City           |

Wiederholungsspiele
|                   | Ergebnis |                   |
| ----------------- | -------- | ----------------- |
| FC Fulham         | 1:3      | AFC Sunderland    |
| Manchester United | 3:0      | Cambridge United  |
| Sheffield United  | 1:3      | Preston North End |
| Bolton Wanderers  | 1:2      | FC Liverpool      |

### Fünfte Hauptrunde
Die Auslosung der fünften Hauptrunde fand am 26. Januar 2015 statt. Die Spiele wurden vom 14. bis 16. Februar 2015 absolviert.
|                      | Ergebnis |                   |
| -------------------- | -------- | ----------------- |
| Blackburn Rovers     | 4:1      | Stoke City        |
| Crystal Palace       | 1:2      | FC Liverpool      |
| Derby County         | 1:2      | FC Reading        |
| West Bromwich Albion | 4:0      | West Ham United   |
| FC Arsenal           | 2:0      | FC Middlesbrough  |
| Aston Villa          | 2:1      | Leicester City    |
| Bradford City        | 2:0      | AFC Sunderland    |
| Preston North End    | 1:3      | Manchester United |

### Sechste Hauptrunde (Viertelfinale)
Die Auslosung des Viertelfinales fand am 16. Februar 2015 statt. Die Spiele wurden vom 7. bis 9. März 2015 absolviert. Die Wiederholungsspiele wurden am 16. März und 8. April 2015 ausgetragen.
|                   | Ergebnis |                      |
| ----------------- | -------- | -------------------- |
| Aston Villa       | 2:0      | West Bromwich Albion |
| Bradford City     | 0:0      | FC Reading           |
| FC Liverpool      | 0:0      | Blackburn Rovers     |
| Manchester United | 1:2      | FC Arsenal           |

Wiederholungsspiele
|                  | Ergebnis |               |
| ---------------- | -------- | ------------- |
| FC Reading       | 3:0      | Bradford City |
| Blackburn Rovers | 0:1      | FC Liverpool  |

### Halbfinale
Die Auslosung des Halbfinales fand am 9. März 2015 statt. Die Spiele wurden am Wochenende des 18. und 19. April 2015 im Wembley-Stadion absolviert.
|             | Ergebnis  |              |
| ----------- | --------- | ------------ |
| FC Reading  | 1:2 n. V. | FC Arsenal   |
| Aston Villa | 2:1       | FC Liverpool |

## Finale
| FC Arsenal                                                            | FC Arsenal | Aston Villa | Aston Villa | Aufstellung                              |
| --------------------------------------------------------------------- | --- | --- | ----------- | ---------------------------------------- |
| FC Arsenal                                                            | \| Samstag, 30. Mai 2015 um 17:30 (WESZ) Uhr in London (Wembley-Stadion) \| \| Ergebnis: 4:0 (1:0) \| \| Zuschauer: 89.283 \| \| Schiedsrichter: Jonathan Moss (West Yorkshire) \| \| Spielbericht \|                                                                                               | \| Samstag, 30. Mai 2015 um 17:30 (WESZ) Uhr in London (Wembley-Stadion) \| \| Ergebnis: 4:0 (1:0) \| \| Zuschauer: 89.283 \| \| Schiedsrichter: Jonathan Moss (West Yorkshire) \| \| Spielbericht \|                                                                 | Aston Villa | Aufstellung FC Arsenal gegen Aston Villa |
| FC Arsenal                                                            | Wojciech Szczęsny – Héctor Bellerín, Per Mertesacker , Laurent Koscielny, Nacho Monreal – Francis Coquelin, Santi Cazorla – Aaron Ramsey, Mesut Özil (77. Jack Wilshere), Alexis Sánchez (90. Alex Oxlade-Chamberlain) – Theo Walcott (77. Olivier Giroud) Cheftrainer: Arsène Wenger ( Frankreich) | Shay Given – Alan Hutton, Ron Vlaar, Jores Okore, Kieran Richardson (68. Leandro Bacuna) – Ashley Westwood (71. Carlos Sánchez) – Tom Cleverley, Fabian Delph – Charles N’Zogbia (53. Gabriel Agbonlahor), Christian Benteke, Jack Grealish Cheftrainer: Tim Sherwood | Aston Villa | Aufstellung FC Arsenal gegen Aston Villa |
| FC Arsenal                                                            | 1:0 Theo Walcott (40.) 2:0 Alexis Sánchez (50.) 3:0 Per Mertesacker (62.) 4:0 Olivier Giroud (90.+3') | | Aston Villa | Aufstellung FC Arsenal gegen Aston Villa |
| FC Arsenal                                                            | Tom Cleverley (14.), Alan Hutton (33.), Fabian Delph (37.), Ashley Westwood (52.), Gabriel Agbonlahor (83.) | | Aston Villa | Aufstellung FC Arsenal gegen Aston Villa |
| FC Arsenal                                                            | Spieler des Spiels: Santi Cazorla | | Aston Villa | Aufstellung FC Arsenal gegen Aston Villa |
| Samstag, 30. Mai 2015 um 17:30 (WESZ) Uhr in London (Wembley-Stadion) | | |             |                                          |
| Ergebnis: 4:0 (1:0)                                                   | | |             |                                          |
| Zuschauer: 89.283                                                     | | |             |                                          |
| Schiedsrichter: Jonathan Moss (West Yorkshire)                        | | |             |                                          |
| Spielbericht                                                          | | |             |                                          |